# Oluce
Oluce è un'azienda d'italiana di arredamento specializzata elementi d'illuminazione.

## Storia

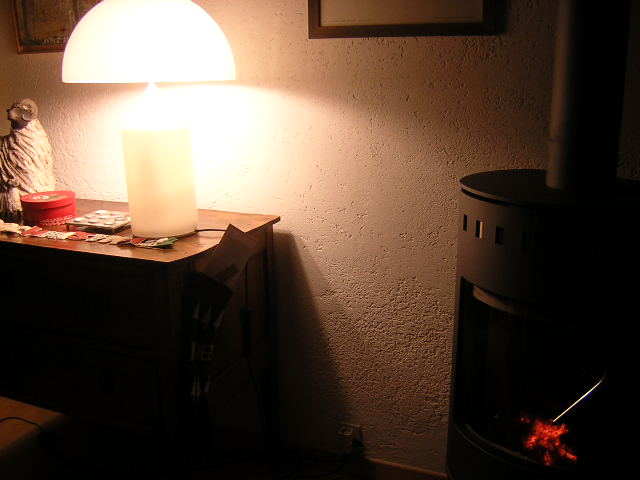
Lampada Atollo di Vico Magistretti

L'azienda viene fondata nel 1945 da Giuseppe Ostuni. Nel 1951 Oluce partecipa alla IX Triennale di Milano, presentando, nella sezione dell'illuminazione, un luminator disegnato da Franco Buzzi. Nella seconda edizione del Compasso d'Oro del 1955 vennero selezionate due lampade di Tito Agnoli (il modello da terra 363 e uno modello per libreria). Nel 1954, l'apparecchio 255/387 (detto "Agnoli") segna la fine dell'epoca dei paralumi e l'inizio dell'adozione delle lampade da terra.
Alla fine del decennio, Gianni e Joe Colombo progettano la lampada da tavolo "Acrilica", presente nel catalogo Oluce dal 1962 e medaglia d'oro alla XIII Triennale di Milano.
Nel 1963, Marco Zanuso disegna per Oluce la lampada da tavolo modello 275, messa in produzione dal 1965. Nel 1964/66, dal vetro stampato detto "Lente di Fresnel", nasce, con Joe Colombo, la famiglia di lampade stagne da esterno "Fresnel2. Seguirà, nel 1965, il gruppo "Spider" che vince il primo Compasso d'Oro per la Oluce e, nel 1972, è esposto a New York nella mostra "Italy: the New Domestic Landscape".
Nel 1967 Colombo con il modello "Coupé", conservato al MoMa, propone uno stelo curvo di notevoli dimensioni a sorreggere una calotta semicilindrica. La Coupé vince, nel 1968, l'International Design Award dell'American Institute of Interior Designers di Chicago.

Nel 1970 ad un anno dalla scomparsa di Joe Colombo, nasce la "Lampada alogena", entrata in produzione nel 1972, prima alogena per interni ad apparire sul mercato. Intanto, la proprietà di Oluce passa alla famiglia Verderi; Vico Magistretti è art director e principale designer della società.
Negli anni '90, desiner sono Hannes Wettstein, che realizza il modello "Soirée", Riccardo Dalisi con i modelli "Sister" e "Zefiro", e Marco Romanelli (con cui collaborano Sebastian Bergne, Hans Peter Weidmann, Laudani & Romanelli). Nel 1997 la lampada "Estela" è il primo oggetto in produzione industriale dei fratelli Fernando e Humberto Campana. Nel 2000 con la serie "Nuvola" inizia a collaborare con Oluce Toni Cordero di cui "Nuvola" sarà l'ultimo progetto.
Nel 2001 sassi in bianco vetro di Murano e canne in perspex trasparente (disegnate da Laudani&Romanelli e da Ferdi Giardini) rappresentano lo stand Oluce ad Euroluce. Il gruppo di progettisti include l'americano Tim Power, lo scandinavo Harri Koskinen e l'italiano Carlo Colombo. Ferdi Giardini disegna la lampada "Nerolia", Francesco Rota "Ibiza", Laudani&Romanelli "Cand-led", Harri Koskinen "Lamppu". Segue poi, con "Sorane" prima e quindi con "Switch", Oki Sato (Nendo).

## Designer principali di Oluce
- Joe Colombo;
- Vico Magistretti;
- Marco Zanuso;
- Riccardo Dalisi;
- Tito Agnoli;
- Toni Cordero;
- Antonia Astori;
- Francesco Rota;
- Ferdi Giardini;
- Lutz Pankow.

## Premi Compasso d'oro
L'azienda ha vinto due volte il Premio Compasso d'oro:
- 1967 per lampada "Spider" di Joe Colombo;
- 1979 per lampada "Atollo" di Vico Magistretti.